# Cervicalgie
Cervicalgie este un termen medical folosit pentru a exprima o durere în regiunea gâtului sau a porțiunii cervicale a coloanei vertebrale.
Cervicalgiile pot avea o etiologie variată. Una din cauze poate fi un traumatism, provocat de o lovitură sau căzătură, dar cauza principală o reprezintă activitățile care solicită timp îndelungat musculatura, tendoanele, articulațiile și ligamentele de la nivelul gâtului, și anume:
- menținerea capului și gâtului aplecate înainte, lateral sau posterior, o perioadă îndelungată, datorită cititului, privitului la televizor sau lucrului la calculator;
- adoptarea unei poziții vicioase de odihnă în timpul nopții, în special un pat foarte moale, o pernă necorespunzătoare, care induc poziții incomode ale coloanei vertebrale;
- stresul, care duce la acumularea tensiunii musculare în zona cefei;
- efortul fizic, prin activități ce impun menținerea mâinilor deasupra capului, precum vopsitul sau ridicarea de greutăți deasupra capului;
- lipsa exercițiilor fizice specifice, care duce la apariția artrozelor (spondiloza cervicală) și scăderea forței musculare.

Tratamentul în cervicalgie se bazează, pe kinetoterapie, fizioterapie și masaj.

## Anatomie
Coloana cervicală (CC) este segmentul cel mai mobil al coloanei vertebrale. Comportă mișcări precum flexie, extensie, rotație și latero-flexie, dar și glisări antero-posterioare ale vertebrelor unele față de altele. Coloana suportă craniul care cântărește aprox. 3 kg.
C1 (atlasul) suportă craniul prin intermediul celor 2 condili occipitali ai craniului ce se articulează cu cele 2 suprafețe articulare concave de pe partea superioară a celor 2 mase laterale. C1 nu are corp vertebral ci 2 arcuri osoase, anterior și posterior.
Articulația C1-C2 este sediul principal al mișcărilor de rotație. Ea împiedică subluxarea anterioară a C1 pe C2 în timpul flexiei coloanei.
C3, C4, C5, C6 și C7 au corp vertebral și arc posterior. Corpurile lor vertebrale sunt separate de discuri vertebrale. Pe fața superioară a corpurilor vertebrale există 2 proeminențe laterale ce se potrivesc unor adâncituri laterale de pe fața inferioară a corpului supraiacent. 
Apofizele transverse ale vertebrelor cervicale au un șanț orientat dinspre canalul vertebral spre anterior și lateral prin care trece nervul rahidian cu același număr ca și vertebra subiacentă. Prin apofizele transverse ale primelor 6 vertebre cervicale trece artera vertebrală.
Fațetele articulare de pe procesele articulare sunt oblice în jos și înapoi. Ele permit mișcări de flexie-extensie.
C7 are apofiza spinoasă ușor de recunoscut clinic deoarece este cea mai lungă și cea mai proeminentă. Apofizele sale transverse nu sunt traversate de arterele vertebrale.
Vertebrele sunt unite între ele prin ligamente. La nivelul corpurilor vertebrale este marele ligament comun vertebral anterior și marele ligament comun vertebral posterior. Între lamele vertebrale sunt ligamente galbene. Între apofizele spinoase sunt ligamentele interspinoase posterioare și mediane.
Prin gaura de conjugare dintre pediculi iese nervul rahidian format prin reunirea rădăcinii anterioare cu cea posterioară.

## Examen clinic

### Anamneza
Urmărește identificarea următoarelor elemente:
- localizarea: cervicală înaltă, mijlocie și joasă sau globală posterioară.
- iradierea: spre baza craniului, spre umăr și membrul superior sau spre regiunea dorsală.
- circumstanțe de apariție: progresiv sau brutal, cu/fără temperatură, posttraumatic, după lucru îndelungat deasupra capului.
- caracteristicile durerii: intensitate, prezența nocturnă/diurnă, semne însoțitoare ( vertij, cefalee, parestezii și deficit motor în membrul superior sau în membrul inferior).

### Examenul clinic obiectiv
- studiul staticii: pentru recunoașterea unei atitudini antalgice în flexie, în rotație sau în rectitudine cervicală.
- studiul mobilității: activ și pasiv sunt evaluate flexia-extensia, rotațiile și lateroflexiile.
- căutarea punctelor dureroase: prin palpare suboccipitală, a șanțurilor paravertebrale, presiunea pe apofizele spinoase cervicale, durerea cutanată prin ciupirea-rularea pielii.

## Diagnostic radiologic
Rămâne examenul de primă intenție și în studiul coloanei cervicale.

### Radiografia de profil
Radiografia de profil permite analiza:
- curburii globale: pierderea lordozei fiziologice indică leziuni discoligamentare în special posttraumatice. Dar nu toate reducerile curburii sunt patologice.
- corpilor vertebrali: ei trebuie să aibă o formă dreptunghiulară. La nivelul lor, de la C2 la C6, se proiectează masivul apofizei transverse.
- discurilor intervertebrale: au înălțimea normală medie de 5 mm anterior și 3 mm posterior.
- arcului posterior: permite identificarea masivelor articulare cu apofizele articulare superioară și inferioară și observarea spațiilor articulare.
- diametrul antero-posterior al canalului rahidian cervical: are aceeași dimensiune ca și corpul vertebral adiacent.
- apofizele spinoase: sunt de dimensiuni variabile: C1 are apofiza spinoasă cu un simplu tubercul situat în partea posterioară a arcului posterior. La C2 apofiza spinoasă este scurtă și groasă. La C3, C4 si C5 apofizele sunt identice și de dimensiune medie. C6 și C7 au apofize spinoase mai lungi și tot mai asemănătoare cu cele toracale.

### Radiografia antero-posterioară
În cazul coloanei cervicale această incidență aduce mai puține informații. Lordoza fiziologică a coloanei cervicale necesită înclinarea razei Rx în sus și înapoi cu un unghi de aprox. 20° pentru degajarea spațiilor intervertebrale.
Aceasta incidență permite obținerea unor informații prețioase despre uncus și părțile laterale ale corpilor vertebrali. Apofizele spinoase se proiectează pe linia mediană și au un aspect bifid. Masivele articulare se proiectează puțin diferențiat, fără evidențierea interliniei articulare.

### Radiografiile oblice
Permit examinarea in special a gaurilor de conjugare. Acestea sunt delimitate în sus și în jos de pediculi, înainte de partea posterioară a discului intervertebral și de uncus și înapoi de partea anterioară a apofizei articulare superioare.
Gaura de conjugare poate fi îngustată anterior de uncartroză, înapoi de artroza interapofizară sau de fractura apofizei articulare.
Pediculii sunt și ei ușor de evaluat pe radiografia oblică: ei reprezintă treptele unei scări, separate de găurile de conjugare.
Dispariția unui pedicul este ușor de remarcat și semnifică liza pediculului, de obicei neoplazică.

### Radiografiile dinamice
Sunt realizate din profil și au drept scop căutarea leziunilor discoligamentare după traumatism sau la distanță de el, când contractura posttraumatică imediată a diminuat.
Atenție! Explorarea Rx a coloanei cervicale necesită incidențe realizate foarte corect pentru a nu crea false imagini patologice. Ortopedul trebuie să cunoască și variantele anatomice normale.

### Articulația C1-C2
Superpoziția radiologică a spațiului situat între cele 2 incizuri superioare și mediale pe apofiza odontoidă poate realiza un aspect de pseudartroză verticală. Superpoziția arcului posterior al lui C1 pe baza apofizei odontoide poate realiza o claritate orizontală ce sugerează o fractura (efect „Mach”).
Atlasul poate fi sediul unei dehiscențe pe arcul său anterior sau pe cel posterior. Pe radiografie se vede o linie clară verticală cu extremitățile corticalizate. Masele laterale ale atlasului pot fi sediul unor pseudolacune fiziologice sau ale unor mici calcificari ce nu trebuie confundate cu mici fragmente post-traumatice.
Apofiza odontoidă a axisului se poate dezvolta incomplet, cu aspect final hipoplazic. Uneori poate lipsi. Alteori, baza sa poate rămâne separată printr-un traiect clar, regulat, cu extremitățile corticalizate, dând aspectul unui veritabil „os odontoid”.

### Coloana cervicală mijlocie și inferioară
Pe radiografia A-P: proiecția fantei glotice pe corpul lui C4 nu trebuie confundată cu o fractură sau cu spina bifida. Simpla rotație a capului poate deplasa claritatea traheală și creează o imagine pseudolacunară.
La acest nivel pot exista deformări congenitale ale corpilor vertebrali de tipul vertebrei cuneiforme și a vertebrei în fluture ce nu trebuie confundate cu leziunile traumatice. Uneori, în timpul creșterii, poate exista un corp vertebral cu aspect cuneiform, de cele mai multe ori unic.
Lipsa de închidere a arcului posterior poate fi întâlnită în special la nivelul C6 și C7 (spina bifida). Ea nu trebuie confundată cu o fractură.
Pe radiografia laterală: capul și gâtul trebuie poziționate perfect din profil ca să nu fie alterată poziția diferitelor linii.
Poate fi constatată prezența unui bloc cervical congenital. El constă în fuziunea mai mult sau mai puțin completă a doua corpuri vertebrale, uneori cu un reziduu discal, respectând înălțimea corpilor vertebrali, paralelismul platourilor, cu îngustarea găurilor de conjugare și fuziunea arcurilor posterioare. Această anomalie congenitală trebuie deosebită de un bloc dobândit postinfecțios.
La nivelul C6-C7, poate fi prezentă o ancosă pe fațeta articulară superioară, în general simetrică.
Observarea unei osificări incomplete sau supranumerare în vârful apofizei spinoase este mai banală chiar decât calcificarile ligamentului nucal pe linie mediană, între mușchii paravertebrali.
Pe radiografiile oblice: permite observarea găurilor de conjugare. Gaura de conjugare poate fi mărita ca urmare a unei hipoplazii pediculare. În cazul unei aplazii complete gaura de conjugare este dublă (este în contact cu trei corpuri vertebrale). Aceste două anomalii congenitale trebuie deosebite de prezența unui neurinom sau a unui angiom.

## Diagnosticul CT al modificărilor patologice ale coloanei cervicale
Nu se face niciodată de primă intenție, ci completează radiografiile simple. Talia mică a vertebrelor cervicale impune examinarea CT cu secțiuni fine.
Secțiunea orizontală permite evaluarea diferitelor componente anatomice. Măduva este vizualizată bine, înconjurată de lichid cefalorahidian, dar spațiul epidural este mai mic decât cel lombar și foarte bogat în vase.
Ganglionii spinali și rădăcinile se văd foarte bine în găurile de conjugare ca și îngustarea lor printr-o eventuală hernie de disc. Utilizarea unei injecții cu substanță de contrast accentuează structurile anatomice.

## Diagnostic RMN
Este o investigație de rezerva, ce permite o explorare regională mai largă a coloanei cervicale din profil.
În secțiune sagitală T1, măduva se detașează perfect de LCR care este un hiposemnal. În T2, LCR este un hipersemnal. Proeminențele osteofitice sau discale produc o împingere localizată (ștergere) a spațiului subarahnoidian.
Hernia discală este bine vizibilă.
Degenerescența discală se traduce printr-o pierdere a semnalului discal.
Suferința medulară prin compresie este vazută bine în T2 sub forma unui hipersemnal.
Pe masură ce examinarea RMN a devenit uzuală, s-a constatat că frecvența descoperirii unei cavități siringo-mielice a măduvei cervicale este mai mare.

## Cervicalgiile comune
Sunt de 3-4 ori mai puțin frecvente decât lombalgiile. Afectează 18% din populație. Frecvența lor crește cu vârsta. Sunt mai frecvente la cei ce fac munci grele.
La cele mai multe cervicalgii comune nu este gasită o atingere organică precisă. Etiologia lor este mai degrabă plurifactorială. Ea constă într-un deranjament intervertebral minor, favorizat de poziții fixe de lungă durată, adesea profesionale sau de microtraumatisme. Mecanismul durerii este iritarea ramurilor posterioare ale nervilor rahidieni cervicali ce inervează apofizele articulare posterioare.
Clinic
Cervicalgiile comune evoluează intermitent, mai mult sau mai puțin timp și pot iradia spre coloana toracală înaltă sau suboccipital (nevralgia Arnold, sindromul Atlas).
Episoadele dureroase acute realizează torticolisul banal clasic. Durează câteva zile. Antrenează o poziție antalgică în lateroflexie-rotație, cu redoare și contractură musculară.
În afara episoadelor acute, examenul clinic este sărac. Pot fi constatate anomalii ale curburii cervicale. Durerea la nivelul epicondilului poate indica un deranjament cervical jos.
Examenul radiologic
Este normal sau poate evidenția o tulburare statică sau leziuni artrozice.
Tratamentul
Tratamentul este medical:
- antalgice
- decontracturante
- AINS
- imobilizare în colier cervical suplu, în cazurile mai dureroase
- fiziokinetoterapia cu reeducare posturală.

Cervicalgiile psihogene sunt caracterizate prin discrepanța dintre acuzele subiective bogate și saracia semnelor clinice obiective. Axul rahidian este propice dezvoltării algiilor psihogene, nevrotice sau depresive. Tratament: anxiolitice, antidepresive sau terapie de relaxare.

## Cervicartroza
Artroza cervicală (AC) este prezentă la 75% din populația > 40 de ani. Frecvența crește cu vârsta. Va fi considerată cauza unei cervicalgii doar după eliminarea altor etiologii. Următoarele simptome îi sunt atribuite: vertij, durere.
Diagnostic clinic
AC afecteaza îndeosebi partea distală a coloanei cervicale, care este mai mobilă. Cel mai implicat este discul C5-C6. Pot fi afectate și discurile vecine. Discul C5-C6 are înălțime redusă. Platourile adiacente sunt osteoscleroase. Se formează osteofite anterioare, laterale și posterioare. Ultimele pot îngusta canalul rahidian. Sunt afectate de AC și articulațiile intervertebrale. Acestea proemină anterior și
lateral, îngustând găurile de conjugare. Constrâgerile asupra coloanei cervicale sunt accentuate de rectitudinea sau chiar de hiperlordoza acesteia.
Simptome:
- durerea cervicală: de la cervicalgii cronice pâna la durere acută.
Cervicalgiile cronice se manifestă ca un fond dureros aproape permanent în partea mijlocie și distală a coloanei cervicale și pot fi întrerupte de episoade dureroase acute, ce dureaza câteva zile, fiind favorizate de anumite circumstanțe mecanice (voiaje, munci, posturi menținute mult timp) ce determină apariția unei reacții inflamatoare la nivelul leziunilor artrozice.
Durerea poate fi mijlocie sau lateralizată. Iradiază fie proximal, în regiunea suboccipitală, fie distal, spre mușchiul trapez, umăr sau regiunea interscapulară.
Durerea este calmată de repaus. Adesea, poziția antalgică este greu de găsit, în special noaptea, necesitând folosirea unei perne mici care sa se potrivească curburii coloanei cervicale și să evite procubitusul.
Dimineața, există o perioadă scurtă de timp de dezmorțire dureroasă.
Examenul clinic:
Evidențiază:
- limitarea activă și pasivă a mobilității coloanei cervicale: rotația (dificultatea de a privi inapoi) și lateroflexia. Limitarea mișcărilor poate fi singura anomalie descoperită în AC care ramâne adesea nedureroasă mult timp, în special la vârstnici, chiar dacă există modificări radiologice vechi.
- contractura mușchilor paravertebrali și a mușchiului trapez
- posibile tulburări neurologice radiculare (pe membrul superior) sau medulare (mielopatia cervicartrozică).

Diagnostic radiologic
Radiologia pune diagnosticul de AC, dar fără sa indice rolul său în fenomenele patologice observate.
Rg. de profil:
Permite evaluarea:
- staticii coloanei cervicale
- înălțimii discurilor intervertebrale (diminuată în AC)
- existența osteofitelor anterioare, uneori gigantice (au fost descrise și cazuri de disfagie din această cauză)
- articulațiilor intervertebrale: spațiul lor articular este diminuat și osul subcondral condensat

 Rg. antero-posterioară:
Permite evaluarea:
- uncusului
- ultimelor discuri intervertebrale
- osteofitelor externe
- înclinației laterale a coloanei datorită AC

Rg. 3/4:
Permite cea mai bună vedere a găurilor de conjugare. Este analizată îngustarea lor.
Tratament
Este medical, cu exceptia complicațiilor.
Constă in:
1. repaus: în puseele dureroase trebuie să fie complet, la pat, pe o pernă care să se potrivească lordozei cervicale. Repausul relativ apelează la orteze simple, cu ranforsare rigidă sau cu sprijin mentonier anterior. Ortezele sunt folosite pe perioade scurte de timp ca să nu slăbeasca musculatura gâtului.
2. elongații cervicale: se fac fie la pat, în spital, timp de mai multe ore, fie pe masa Lavernieux, în cabinet. Ele au valoare antalgică certă.
3. kinetoterapie: în puseele dureroase sunt indicate: undele US, IR și masajele decontracturante.
4. cure termale: adjuvante.
5. acupunctura: adjuvant.
6. medicamente:

- antialgice: sunt medicamentele de primă intenție. Paracetamolul ramâne medicamentul cel mai folosit, adesea pe o perioadă lungă de timp. Uneori este folosit în asociere cu codeina.
- aspirina

După trecerea puseelor: reeducarea activă și pasivă, exerciții proprioceptive și gimnastică zilnică. Curele termale au rol benefic.
Prizele de medicamente trebuie repartizate regulat pe timpul zilei.
- AINS: în puseele foarte intense, cu atenție la contraindicații.
- corticoterapia: rareori utilizată.
- miorelaxantele: pot fi utile în puseele dureroase, dar favorizează somnolența. Nu trebuie prescrise dimineața și nici la prânz. Sunt indicate seara.
- neurolepticele: pot fi folosite în durerea violentă și trenantă pentru diminuarea percepției psihice a durerii.
- infiltrațiile cu produse cortizonice în zona articulatiilor cervicale sub control Rx-Tv: sunt rareori indicate.

## Artroza articulatiilor cervico-occipitale
Aceste artroze sunt descrise relativ rar în literatura de specialitate.
Aceste artroze sunt:
- artroza occipito-atloidiană
- artroza atloido-axoidiană

Cel mai adesea, artroza este unilaterală sau predominant pe o parte. Nu există vreo explicație a acestei particularități, deoarece în timpul mișcărilor gâtului articulațiile dreapta și stânga se mișcă simultan.
Diagnostic clinic
- durere suboccipitală ce poate iradia spre umăr sau spre regiunea retroauriculară, asemănătoare nevralgiei Arnold. Durerea poate fi nocturnă, supărătoare.
- limitarea rotației capului și a latero-flexiei gâtului la examenul clinic, contrastante cu flexia gâtului care ramâne bine conservată.

Nu există niciodată semne de compresie medulară.
Diagnostic radiologic
Radiografia AP centrată pe C1-C2 cu gura deschisă: este cea mai valoroasă radiografie pentru că permite punerea diagnosticului. Evidențiază pensarea articulară și osteocondensarea, eventual și prezența osteofitelor la nivelul articulației artrozice. Masa laterală a atlasului poate fi distrusă sever, antrenând în acest caz o netă deviere a poziției gâtului, uneori ireductibilă. Pot fi vizibile aspecte de subluxație laterală și rotatorie C1-C2 cu excentrarea apofizei odontoide.
Această localizare artrozică se asociază frecvent unei artroze rahidiene marcate sau unei artroze periferice.
Tratament
Este dificil și puțin eficace. Durerea intensă și de durată (luni) poate necesita utilizarea antalgicelor majore. Infiltrarea locala cu preparate cortizonice nu este totdeauna eficace.
Tratamentul chirurgical constă în regularizarea articulației. Este dificil și puțin eficace.
Artrodeza este la fel de dificilă și de puțin eficace.

## Mielopatia cervicartrozica
Artroza cervicală are repercuriuni pe axul radiculomedular generând mielopatia cervicartrozică (MC).
Frecvent MC este favorizată de strâmtorarea congenitală a canalului rahidian.
De cele mai multe ori, maduva este comprimată pe partea sa anterioară, localizat, de elemente disco-osteofitice. Exista și o degenerescență a cordoanelor posterioare și laterale și chiar leziuni ale substanței cenușii, cu zone de necroză vasculară și cavități. Ansamblul acestor leziuni este bine corelat cu manifestările clinice.
Factorii responsabili de apariția leziunilor medulare sunt cei vasculari ce privesc circulația intrinsecă a rahisului. Tulburările vasculare sunt produse de factori mecanici. Rolul lor se accentuează în timpul extensiei coloanei cervicale.
Diagnostic clinic
MC interesează în special persoane > 60 de ani, majoritatea barbați. Este vârsta când artroza devine tot mai frecventă. Exista și MC cu debut mai precoce, pe la 40 de ani, cu evoluție de obicei favorabilă.
MC se manifestă clinic prin următoarele semne:
- tulburări neurologice la nivelul membrelor inferioare: 
  - parestezii și disestezii: ele interesează de cele mai multe ori sensibilitatea profundă a membrelor inferioare și mai rar pe cea superficială.
  - manifestări piramidale (hipertonie musculară). Ele preced mult timp un adevarat deficit motor. Semnul lui Lhermitte (hipertonia mușchilor membrelor inferioare la flexia anterioară a gâtului) este evocator.

- tulburări neurologice la nivelul membrelor superioare:
  - tulburări senzitive de tip nevralgie cervico-brahială. Ele sunt cu atât mai edificatoare cu cât se asociază tulburărilor piramidale ale membrelor inferioare.
  - tulburări piramidale la nivelul membrelor superioare. Semnele piramidale urcă mai sus decât atingerile radiculare sigure.

- tulburări sfincteriene: sunt rare sau tardive. Sunt posibile tulburări de micțiune de tip micțiune intârziată sau micțiune imperioasă.

Bilateralitatea afectărilor (tulburări motorii și abolirea mai multor reflexe osteotendinoase) și caracterul poliradicular sunt evocatoare pentru MC.
Afectările radiculare se pot manifesta prin mai multe tablouri clinice: 
- tablou de pseudosiringomielie când există disociere termoanalgezică
- tablou de pseudoscleroză laterală amiotrofică când predomină leziunile motorii.

Evoluție
MC evoluează relativ imprevizibil, dar de obicei lent, cu perioade lungi fără agravare.
Deficite neurologice majore sunt posibile, în special la vârstnici, dar sunt rare.
Diagnostic radiologic
Evidențiază pe Rg laterală:
- semne de artroză cervicală: ele singure nu permit punerea diagnosticului de MC.
- îngustarea canalului rahidian cervical < 11 mm, între linia marginii posterioare a apofizelor articulare posterioare și linia spinolaminară sau un raport diametru AP al canalului / diametru AP al corpului vertebral corespunzator < 0,8.

## Nevralgia cervicobrahială
Nevralgia cervicobrahială (NCB) este o afecțiune frecventă, caracterizată prin durere la nivelul membrului superior, de la nivelul coloanei pâna la mână. Rădăcinile interesate sunt cele ce formează plexul brahial: C5-T1.
Mecanismul producerii durerii:
- compresia radiculară de către nucleul pulpos discal herniat prin inelul discal fisurat, realizând o „hernie moale”.
- compresia radiculară de către un nodul disco-osteofitic în dreptul găurii de conjugare, realizând „hernia dura”. Este intâlnită mai frecvent la indivizii cu gâtul scurt.
- prezența unei afecțiuni cu răsunet pe rădăcina nervoasă sau chiar pe plexul brahial, adesea gravă, realizând NCB simptomatică.

Forme clinice

### A. NCB comună
Se diagnostichează ușor. Pacientul are o durere cu debut progresiv, localizată la început la nivelul gâtului, apoi cu iradiere spre membrul superior. Uneori debutul este mai brutal, dimineața la sculare. Durerea poate iradia în fosa supraspinoasă sau spre scapula (prin ramura posterioară a nervilor cervicali). Tusea sau defecația pot accentua durerea dar mai puțin frecvent decât în cazul lombosciaticii.
În antecedentele imediate pot exista fie un traumatism, fie o poziție a gâtului prea mult prelungită. Antecedentele NCB sunt evocatoare, dar mai puțin frecvente ca în cazul lombalgiilor.
Durerea este însoțită de parestezii de intensitate variabilă, cel mai adesea cu păstrarea activitații.
Topografia durerii poate fi precizată bine la examenul neurologic:
- rădăcina C5: durere și tulburări senzitive pe fața laterală a umărului și brațului, posibil și deficit motor al deltoidului.
- rădăcina C6: durere și tulburări senzitive pe fața anterioară a bratului, a parții laterale a antebrațului, a policelui și indexului, uneori și a mediusului, deficit motor la nivelul bicepsului, a brahialului și a supinatorului lung. Pot fi alterate reflexul bicipital și reflexul stiloradial.
- rădăcina C7: durere și tulburari senzitive la nivelul feței posterioare a bratului și antebratului, puțin pe index, pe degetul 3 în special și pe inelar. Poate exista deficit motor la nivelul tricepsului și a extensorului comun al degetelor. Poate fi alterat reflexul tricipital.
- rădăcinile C8-T1: durere și tulburări senzitive pe fața medială a brațului și antebrațului, până la degetul 5. Poate fi deficit motor pe flexorii degetelor și în special pe mușchii mâinii (interosoși, eminența hipotenară). Poate fi alterat reflexul cubitopronator.

La examenul clinic se constată o redoare a gâtului, uneori chiar și o atitudine antalgică.
Mobilizarea cervicală antrenează o accentuare a durerii membrului superior, la fel ca și presiunea laterovertebrală și presiunea verticală exercitată asupra capului (semnul Spurling).
Durerea la nivelul gâtului, cu iradiere în membrul superior poate fi provocată sau exacerbată prin abducția, retropulsia și rotația externă a brațului (atitudinea aruncatorului), poziție ce antrenează o elongație radiculara. Dar acest semn este mai puțin frecvent pozitiv decât manevra Lasegue în cazul lombosciaticei.
Umărul este liber.
Diagnostic radiologic: sunt obligatorii 4 incidențe:
- rg. AP a coloanei cervicale, centrată pe segmentul care interesează
- rg. de profil a coloanei cervicale
- rg. oblice, dreapta și stânga, pentru studierea găurilor de conjugare.

Pe radiografii pot fi observate:
- absența paralelismului corpilor vertebrali
- pensarea spațiului discal
- osteofite anterioare și laterale
- artroza interapofizară posterioară

Toate aceste modificări duc la diminuarea găurii de conjugare.
Uneori nu se constată artroza, ci doar o tulburare a staticii vertebrale: rigiditate, pierderea lordozei fiziologice. Tulburarea staticii vertebrale poate fi evidențiată pe radiografia de profil în flexie și extensie.
Examenul radiologic poate fi valoros și pentru ca poate preciza eventuala etiologie a unei NCB simptomatice.
În NCB comună nu sunt modificări biologice.

### B. NCB greu de diagnosticat
1. NCB hiperalgică: poate să necesite spitalizare pentru tratament mecanic prin elongație la pat, analgezice majore și dacă criza dureroasă durează, chiar chirurgie.
2. NCB benignă trenantă: dacă NBC se prelungește mai mult de 3-4 luni, trebuie completată explorarea prin RMN.
3. NCB trunchiată: poate fi un diagnostic dificil. Umărul este liber. Manevrele clinice de punere în tensiune a mușchilor umărului sunt nedureroase. Mișcările gâtului sunt limitate și accentuează durerea. Poate să existe o tulburare motorie:

- - fie o simplă parestezie, precizată printr-o electromiogramă
  - fie o paralizie completă a unui mușchi sau a unui grup muscular, ce fac necesar examenul RMN, în vederea unui tratament chirurgical.

1. NCB ce apare în cursul unui traumatism: necesită radiografii repetate sau chiar completarea examenului radiologic cu un examen CT sau RMN, în căutarea unei fracturi sau a unei luxații.
2. NCB monoradiculară ce devine pluriradiculară: cu sau fără semne compresive medulare. Îndeamnă la căutarea unei osteopatii maligne, primitivă sau secundară, a unei tumori intrarahidiene sau a unei mielopatii cervicartrozice datorată unei diminuări a calibrului canalului rahidian prin proces artrozic.
3. NCB febrilă cu stare generală alterată: necesită căutarea unei spondilodiscite sau a unei epidurite infecțioase. Pentru diagnostic trebuie făcute radiografii simple, completate eventual de RMN.
4. NCB la nivelul C8-T1 însoțite de sindrom Claude Bernard-Horner: (mioză, ptoză, enoftalmie) de aceeași parte, sugerează o neoplazie a vârfului plamânului (sindrom Pancoast-Tobias). La început sunt prezente semne de iritație simpatică: midriază, retracția pleoapei superioare și exoftalmie (sindromul lui Petit).
5. NCB din cadrul unei alte patologii: diagnosticul de NCB este de cele mai multe ori simplu. Dar exista alte afecțiuni care se manifestă prin dureri ale gâtului ce se întind spre membrul superior:

- - patologia umărului: în particular tendinoasă. Durerea umărului apare la mobilizarea articulației sau la manevrele clinice de tensionare tendinoasă. Nu exista durere la mobilizarea gâtului și nici redoare. Nu sunt parestezii sau alte tulburări neurologice. Este posibila însă asocierea patologiei umărului cu NCB: o calcificare tendinoasă cu umăr foarte dureros, asociată cu o NCB hiperalgică.
  - algodistrofia umărului și a mâinii, poate sa simuleze o NCB, cel puțin la debut.
  - siringomielia sau un sindrom siringomielic prin tumoră intramedulară: se pot manifesta prin dureri de tip cervicobrahial. Dar la siringomielie durerea cervicobrahială este bilaterală, pluriradiculară și cu clasica disociere termoalgică la examenul clinic. Examenul RMN arată că frecvența acestor afecțiuni este mai mare decât se considera înainte.

Tratamentul NCB comună
În majoritatea cazurilor tratamentul este medical. Evoluția NCB comune depășește rareori 6-8 săptămâni.
Tratamentul conservator:
1. repaus: în perioada acută, repausul este complet prin imobilizare într-un colier cervical rigid. După trecerea fazei acute, se va trece la un repaus relativ, prin folosirea unui colier cervical suplu. Minerva gipsată este folosita tot mai puțin. În timpul crizei vor fi evitate mișcările bruște ale gâtului, ca și poziția culcat în decubit ventral și utilizarea unei perne mari.
2. medicamente: antalgice banale (aspirină, paracetamol etc.) și AINS, cu rolul diminuării edemului radicular. Sunt medicamente prescrise în prima intenție. Ele se asociază cu hipnotice pentru noapte. Cazurile mai dureroase și rezistente la medicamentele precedente pot justifica prescrierea scurtă de antalgice majore: derivate morfinice orale și, în special, corticoterapie generală, după evaluarea contraindicațiilor. Doza inițială este de 40–60 mg prednison și va fi scăzută rapid și oprită după 3 săptămâni. Corticoterapia locală prin infiltrații la emergența rădăcinilor sau pe cale intrarahidiană cervicală este dificilă și puțin recomandată.
3. elongațiile: sunt extrem de utile. Pot fi făcute în 2 moduri:

- - semicontinuu: tracțiuni de mai multe ori/zi, în poziție culcată, cu greutăti de 3–5 kg.
  - discontinuu: 10-20 de min, de 2-3 ori/zi, folosindu-se greutate mare: 10 kg. Această metodă este puțin recomandată la pacienți cu vârsta mai mare de 60 de ani. Chiar și la pacienți mai tineri, ea poate provoca o recrudescență dureroasă importantă, ce necesită oprirea acestei metode.

1. fizioterapia: ionizările, ultrasunetele sau electroterapia pot fi utile.
2. chimionucleoliza cervicală: se face sub neuroleptanalgezie, într-o mare asepsie, sub control Rx-Tv. Se face pe cale anterolaterală, cu ajutorul unui ac fin. Constă în injectarea lentă în discul afectat a 1000-1600 unitați chimopapaină. După injectare, pacientul ramâne la pat 24 de ore și va fi spitalizat câteva zile pentru observare clinică. Reluarea activităților este permisă după 1 luna. În următoarele câteva săptămâni, volumul herniar diminuează. Rezultate bune au fost constatate la 85% dintre cei tratați prin chimionucleoliză. Ele sunt constatate după prima săptămână de la injectare.

În final, 5-10% dintre cei ce au suferit o nucleoliză chimică, ajung totuși la operație.
Indicațiile chimionucleolizei cervicale: NCB care durează mai mult de 6 săptămâni, deși sunt tratate medicamentos corect.
Factorul iritant este o hernie „moale” și nu o bară disco-osteofitică, mai frecventă la persoanele vârstnice. Aceasta hernie trebuie demonstrată cu ajutorul RMN.
Chimionucleoliza cervicală este contraindicată în cazul existenței semnelor neurologice de origine medulară sau în cazul unei pensări discale prea marcate.
Complicațiile chimionucleolizei cervicale:
- toxicitate medulară a chimopapainei, dacă este injectată în spațiul subarahnoidian
- hemoragie meningeală
- spondilodiscită infecțioasă
- alergie cutanată

Tratamentul chirurgical: este folosit după eșecul tratamentulului medical bine condus, dar fără rezultat după 1-2 luni. În ultimii ani este folosit din ce în ce mai frecvent, pe masura dezvoltării tehnicilor microchirurgicale și cu rezultate tot mai bune.
Căi de abord:
1. Calea de abord posterioară: se face prin foraminotomie posterioară, cu ablația părții interne a fațetelor articulare inferioare și superioare a etajului interesat și exereza fragmentului discal.
2. Calea de abord anterolaterală: trece înaintea mușchiului sternocleido-mastoidian, între axa jugulo-carotidiană și în afara axului traheo-esofagian, cu reperajul Rx-Tv al etajului în cauză.

Tehnici operatorii:
- discectomia simplă: chirurgul realizează rezecția ligamentului vertebral anterior și chiuretajul discal total utilizând un depărtator interdiscal ce permite accesul până la ligamentul vertebral comun posterior. Sunt înlăturate și osteofitele posterioare și laterale. Apoi este controlată permeabilitatea foramenului. Frecvent, după scoaterea discului se produce fuziunea spontană a corpilor vertebrali. În absența ei, nu a fost observată instabilitate vertebrală.
- discectomia cu grefă intersomatică:
  - tehnica Cloward: realizează un șanț cilindric ce se sprijină pe fiecare versant vertebral al spațiului respectiv. După scoaterea fragmentelor discale, se introduce un grefon cilindric în contact direct sau după alezarea șanțului.
  - tehnica Smith și Robinson: avivează cele 2 platouri vertebrale și utilizează un grefon osos paralelipipedic care este înfundat în spațiul vertebral rămas după discectomie.
- discoforaminotomia tip Jung: după discectomie este realizată o uncusectomie cu deschiderea foramenului și controlul în afara a arterei vertebrale.

Indicații:
Depind de intensitatea și de durata durerii, ca și de prezența semnelor deficitare.
Formele de intensitate medie necesită:
- antalgice
- AINS
- hipnotice
- repaus
- fizioterapie

Formele severe necesită rapid corticoterapie și tracțiuni.
Dacă tratamentul medical (antalgice majore) bine condus nu dă rezultate în 6-8 săptămâni, este indicată rezolvarea chirurgicală.
În cazul deficitului motor, chirurgia este indicată atunci când simptomele persistă sau se agravează, în ciuda tratamentului bine condus sau când paralizia este importantă încă de la început (test muscular < 3).
Rezultatele după aceste tehnici chirurgicale sunt considerate foarte bune, cu dispariția traiectului dureros radicular și a cervicalgiilor în câteva săptămâni. La 2 luni postoperator poate fi reluată activitatea profesională. Recidivele sunt rare.
Complicațiile postoperatorii sunt rare, fiind legate de lipsa de integrare a grefonului osos, cu deplasarea lui și deteriorarea osteosinrezei, de infecții, de deformări și de complicații neurologice.
Alegerea tehnicii potrivite fiecărui caz este esențială, depinzând de localizarea leziunii.
Calea anterolaterală este folosită în prezent foarte mult dacă leziunea este mediană sau paramediană.
Calea posterioară este folosită pentru leziunile laterale și în special în cazul artrozei cu afectarea foramenelor.
Discectomia simplă, fără grefă, este cea mai răspândită tehnică pentru hernia de disc simplă.
Discectomia cu grefon osos este indicată în leziunile disco-osteofitice importante.

## Spondilodiscita infecțioasă cervicală (SDIC)
SDIC sunt mai puțin frecvente decât localizările lombare și toracale. Reprezintă 7-9% din localizările infecțioase rahidiene.
SDIC afectează egal ambele sexe, fără să existe o grupă de vârstă afectată preferențial.
Infecțiile cu b. Koch (morb Pott cervical) sunt mai rare în prezent, apărând în special la persoanele nevaccinate.
Infecțiile cu germeni banali sunt puțin mai frecvente și intâlnite în special la transplantați.
Factori favorizanți: diabetul, alcoolismul, toxicomania, drepanocitoza (infecții cu salmonela), tratamente imunosupresoare, corticoterapia, dializa renală.
Contaminare:
1. pe cale hematogenă sau limfogenă: este modul cel mai frecvent de infectare, dintr-un focar la distanță, ce trebuie căutat: infecție urinară, endocardită.
2. pe cale directă: prin plagă, operație spinală, discografie, intubație traheală pentru o operație oarecare, în dilatarea esofagului sau în mediul de reanimare.

Germeni implicați: cel mai frecvent implicat este stafilococul, apoi streptococul, b. Coli, proteusul, salmonela. Infecțiile cu candida albicans sunt mult mai rare.
Diagnostic clinic:
- durere cervicală importantă, adesea nocturnă
- redoare cervicală importantă
- decalaj termic

Simptomatologia cervicală permite de obicei un diagnostic mai precoce decât localizările toracale sau lombare.
Riscul de complicații neurologice este mai mare. Manevrele de mobilizare a coloanei cervicale mai brutale pot favoriza complicațiile neurologice.
Diagnostic radiologic:
În stadiul de început al SDIC, radiografia poate fi normală.
În stadiul clasic, radiografia arată semne clare de spondilodiscită: pensarea discului intervertebral, platourile vertebrale adiacente discului afectat au marginile flu, în corpii vertebrali adiacenți apar geode.
Diagnostic RMN: permite diagnosticul precoce, înaintea apariției semnelor radiologice.
În T1 este evidențiat un hiposemnal la nivelul discului și a platourilor vertebrale adiacente. 
În T2, aceste structuri sunt în hipersemnal, cu ștergerea fantei discale orizontale fiziologice.
RMN permite precizarea întinderii leziunilor osoase și răsunetul asupra canalului rahidian.
Diagnostic scintigrafic: oferă semne de diagnostic la fel de precoce ca și RMN.
Diagnostic de laborator:
1. Semnele generale de inflamație sunt crescute: VSH, număr de leucocite, proteina C reactivă. Ele au doar valoare orientativă pentru diagnosticul SDIC.
2. Diagnosticul bacteriologic: are un rol esențial pentru că permite un tratament antibiotic adaptat. Din prelevările pentru diagnosticul bacteriologic se fac:

- - hemoculturi recoltate sistematic
  - prelevări locale spinale, sub control Rx-tv, cu acul din discul afectat sau din abcesele părților moi vecine.

Diagnostic diferențial:
1. spondilodiscitele pseudopotice
2. artroza erozivă
3. forma pseudospondilodiscitică a condrocalcinozei

Tratament:
Se bazează pe: 
1. imobilizarea imediată a coloanei cervicale, ce poate dura 3-4 luni, în funcție de evoluție, pentru evitarea riscurilor neurologice.
2. tratament antibiotic adaptat antibiogramei. Antibioticul trebuie să aibă penetrare osoasă bună: rifampicina, chinolonele, trimetoprimul, pristinamicina, cloxacilina. Pentru a fi eficace, antibioticele trebuie administrate în doze mari.

În cazul în care nu a putut fi identificat germenul, se va recurge la antibioterapie probabilă, dând întâietate la probabilitate stafilococului auriu.
Durata totală a tratamentului antibiotic este de 3-4 luni, în funcție de evoluția clinică (dispariția durerii cervicale și a febrei), de modificarea semnelor radiologice (condensarea platourilor, reacție osteofitică, fuziune intersomatică, adesea parțială) și de revenirea la normal a proteinei C reactive și a VSH.
Durata tratamentului antibiotic pe cale parenterală este de 3-6 săptămâni.
Tratamentul chirurgical: în prezent este mai rar prin precocitatea diagnosticului și a antibioticelor tot mai eficiente.
Indicații:
- în cazul complicațiilor neurologice în curs de instalare
- în distrugerile osoase ce amenință axul neurologic.

Tratamentul constă în chiuretarea discului intervertebral și a zonelor de osteită adiacentă. În funcție de pierderea de substanță osoasă, se poate recurge la un grefon osos, pus fie în aceeași operație, fie într-un al doilea timp.
Postoperator se face imobilizarea coloanei cervicale pentru 2-3 luni.

## Afectarea coloanei cervicale în poliartrita reumatoidă
În PR, atingerea coloanei cervicale este întâlnită la 30% din cazuri, adesea sub forma latentă, ceea ce impune un examen radiologic sistematic. PR poate produce mai multe tipuri de leziuni la nivelul coloanei cervicale:
1) subluxarea anterioară atloidoaxoidiană: este atingerea cea mai frecventă, clasică, a coloanei cervicale în PR. Pe radiografia de profil a coloanei cervicale, centrată pe C1-C2, se vede o distanță mai mare de 3 mm între marginea posterioară a arcului anterior al atlasului și marginea anterioară a apofizei odontoide. Subluxarea anterioară a atlasului față de axis este posibilă datorită rupturii sau distensiei ligamentelor transverse și cruciform în urma inflamației cronice a articulației atlantoaxoidiene.
Subluxația determină îngustarea parții retroodontoidiene a canalului rahidian și amenințarea nevraxului la joncțiunea bulbo-medulară.
Clinic, atingerea acestei articulații poate rămâne complet asimptomatică, evoluând latent sau se poate manifesta prin durere cervicală mare, înaltă și posterioară, în ritm inflamator. Complicațiile neurologice sunt destul de rare și constau în prezenta semnului lui Lhermitte sau a semnelor neurologice la nivelul membrelor superioare: tulburări senzitive, tulburări motorii, sindromul Brown-Sequard.
În literatură sunt citate și cazuri de moarte subită, în special în urma accidentelor stradale sau în timpul intubației din anestezia generală. De aceea, această localizare artritică trebuie căutată sistematic înaintea oricărui gest chirurgical.
Diagnosticul pozitiv se pune pe baza examenului radiologic (radiografia de profil a coloanei cervicale, centrată pe C1-C2, dinamică, în flexie și extensie) și pe baza examenului CT (arată pe secțiunile transversale ale coloanei distanțarea posterioară a apofizei odontoide față de arcul anterior al atlasului).
2) subluxarea verticală ascendentă a apofizei odontoide: se manifestă prin ascensionarea vârfului apofizei odontoide cu mai mult de 7 mm față de linia Chamberlain sau cu mai mult de 4,5 mm față de linia MacGregor. Frecvent se asociază și o subluxare anterioară. Acest al doilea tip de leziune cervicală din cadrul PR este mai rară: afectează doar 10% din cazurile de PR.
Această leziune este dată de distrugerea articulației atlantoaxoidiene și de distrugerea articulațiilor occipito-atlantoidiene. Are risc vital prin compresiunea bulbară pe care o poate da.
3) subluxarea atlantoaxoidiană posterioară: este rară. Interesează doar 6% din leziunile cervicale din PR. Ele constau în deplasarea atlasului înapoi față de craniu și față de axis. Sunt rezultatul unor leziuni articulare complexe, fie fractura bazei apofizei odontoide, erodată masiv de procesul inflamator cronic, fie fractură patologică a arcului anterior al atlasului.
Subluxația atlantoaxoidiană posterioară interesează doar cazurile de PR cu evoluție prelungită.
4) leziuni cervicale rare în cadrul evoluției PR:
- subluxarea laterală a atlasului
- subluxarea rotatorie atlantoaxoidiană
- anchiloza atlantoaxoidiană

Afectarea coloanei cervicale în cadrul PR poate interesa și părțile ei mijlocie și inferioară sub forma unei artrite interapofizare posterioare, putând cauza alunecarea articulară sau subluxari între corpii vertebrali. Toate aceste leziuni se văd bine pe radiografii dinamice în flexie-extensie. Aceste zone ale coloanei cervicale sunt afectate la 15% din cazuri.
Afectarea coloanei cervicale în cadrul PR se poate manifesta și sub forma spondilodiscitei reumatismale, cu o frecvență ce variază după autor între 2-40%. Leziunea reumatismală inițială interesează sinoviala articulației uncovertebrale și se întinde apoi la discurile și platourile vertebrale adiacente. Aceste leziuni interesează în special etajele C2-C3 și C3-C4. În unele cazuri, evoluția este spre blocuri vertebrale (dobândite).

## Afectarea coloanei cervicale în spondilita anchilozantă
În spondilita anchilozantă, coloana cervicală este afectată mai ales în părțile sale mijlocie și inferioară. Dar poate fi atinsă și partea ei superioară.
Semnele clinice sunt:
- durerea cervicală, în ritm inflamator. Durerea iradiază pe traiectul nervului Arnold
- redoarea coloanei cervicale
- senzația de instabilitate cervico-cefalică, în cazul afectării înalte a coloanei.

Uneori, leziunile cervicale din spondilita anchilozantă sunt complet asimptomatice. Ele trebuie căutate sistematic pentru depistarea unei eventuale amenințari neurologice.